# دانيال د. جونسون
دانيال د. جونسون (بالإنجليزية: Daniel D. Johnson) هو سياسي أمريكي، ولد في 28 أبريل 1836 في مقاطعة تايلر في الولايات المتحدة، وتوفي في 18 ديسمبر 1893 في الولايات المتحدة. انتخب عضو مجلس ولاية فيرجينيا الغربية.